# Раськень Озкс

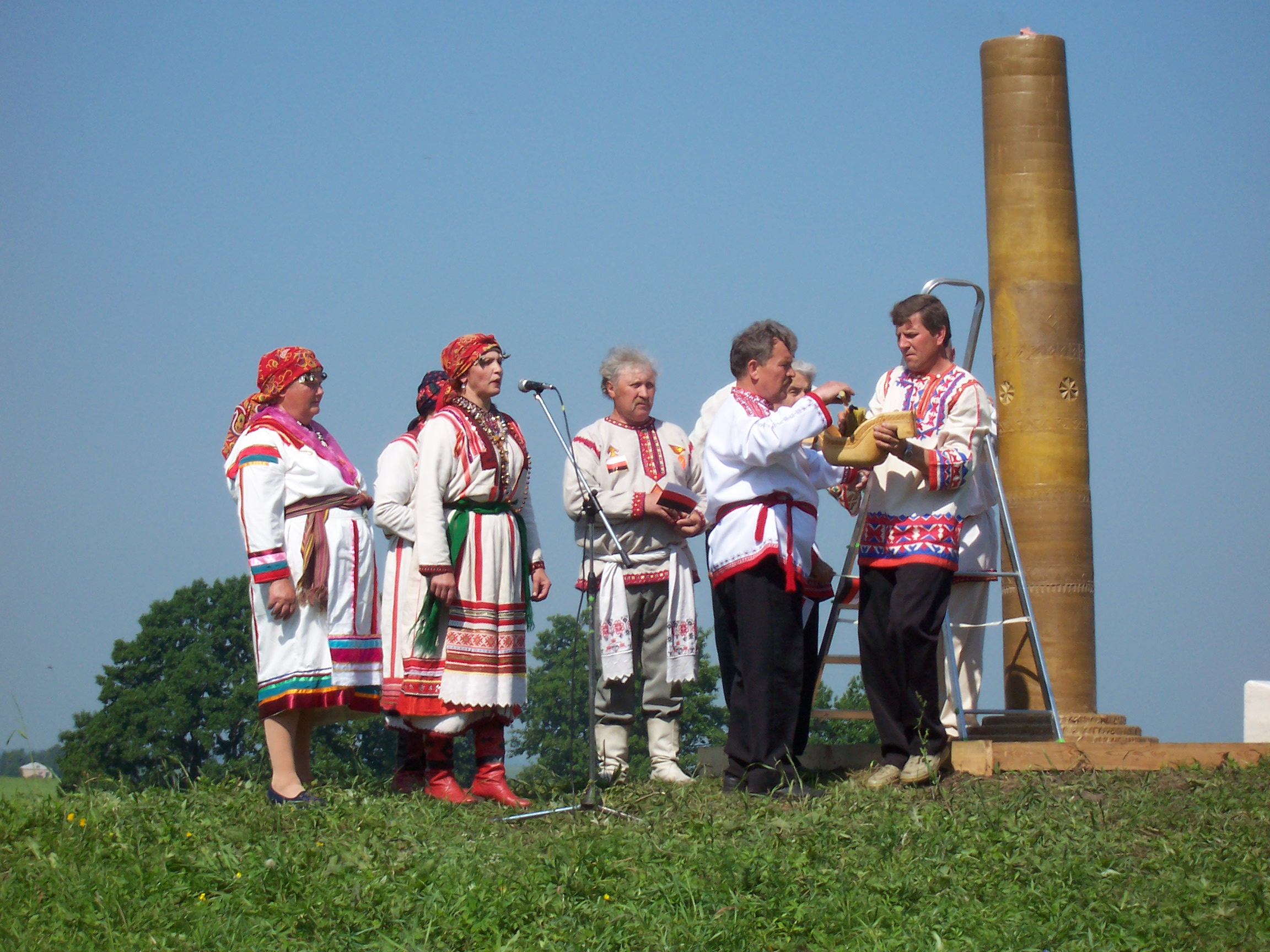
Обряд зажигания эрзянской родовой свечи Штатол

Раськень озкс (эрз. раське «народ, родня», эрз. озкс «моление») — традиционный эрзянский праздник, возрождённый в 1999 году как фестиваль этнической культуры. В переводе с эрзянского языка — «народное (родовое) моление». Очередной Раськень Озкс состоится 13 июля 2025 года.
В настоящее время театрализованный ритуал начинается с призывного звука труб торама. На кургане устанавливается большая восковая свеча раськень штатол, высотой до 3 м. От пламени костра, на котором готовится пища для участников моления, зажигается родовая свеча буень штатол, а от неё — раськень штатол. Для этого жрица (озава) несёт свечу на курган в сопровождении помощниц, несущих хлеб и мёд. Четверо старейшин берут у неё огонь и зажигают большую свечу. После этого жрица произносит молитву богу-творцу Инешкипазу и предкам. Важной составляющей ритуала является хоровод, позволяющий сделать зрителей участниками действа.
В 1629 году Раськень Озкс был запрещён царским указом. Праздник был возрождён в 1999 году, и с тех пор проводится близ села Чукалы Большеигнатовского района Мордовии раз в три года. Указом Главы Республики Мордовия (от 17.06.2004 № 80-УГ) Раськень Озкс, наравне с Акша келу, Велень озкс, Сабантуем и Днем славянской письменности и культуры внесен в перечень государственных национально-фольклорных праздников в Республике Мордовия.

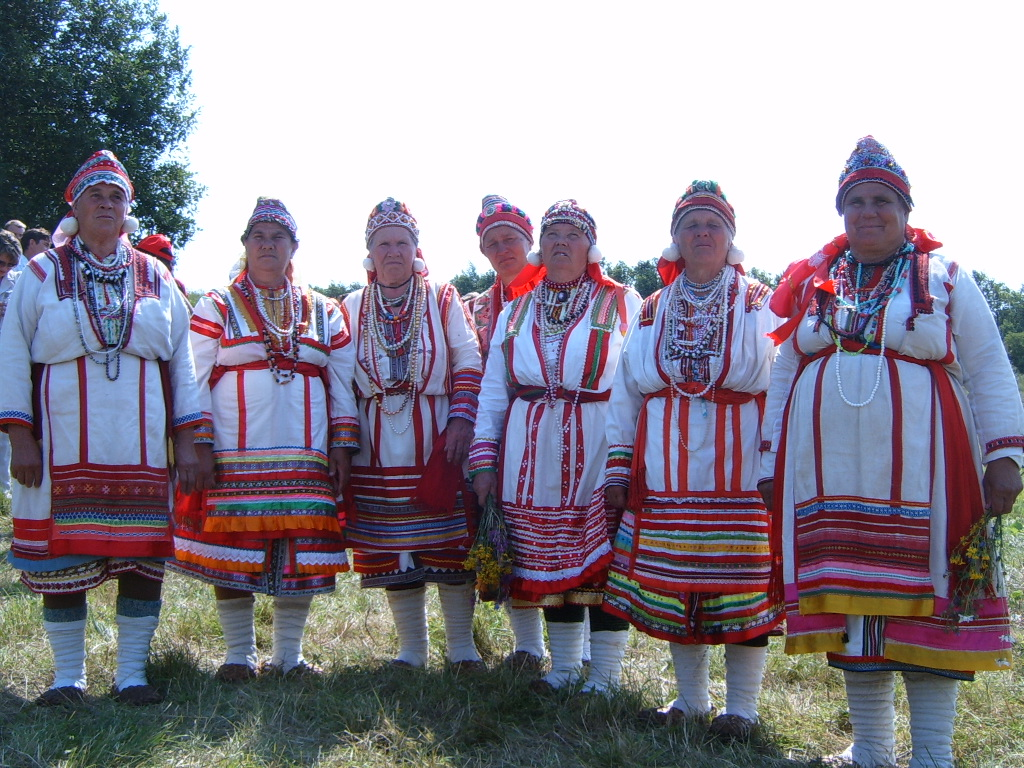
Ансамбль «Гайги Вайгель» на празднике 2007 года

Основанием выбора для места послужила легенда, что на этом месте были захоронены в братской могиле воины-эрзяне, погибшие в битве с ногайцами. По традиции, каждый участник привозит на курган (Маар) горсть земли. Идея возрождения Раськень Озкса принадлежит эрзянскому активисту Григорию Мусалёву (Кшуманцянь Пиргуж). Поддержали организацию Озкса творческие коллективы «Ламзурь» и мужской фольклорный коллектив «Торама». Главными организаторами ритуалов были первая Озава — Маризь Кемаль, и первый Озатя — Йовлань Оло. Для участия в мероприятии были привлечены студенты из Эстонии, представители других стран. Приехало несколько фольклорных эрзянских коллективов Поволжья.
По мнению Н. И. Аношкина:

Хотя в своем большинстве эрзя-народ — продукт советской эпохи, и живет вне религии, всенародное моление «Раськень Озкс» эрзянами воспринимается как национальный праздник, духовный источник. Не вдаваясь в философию, образ Бога Инешкипаза и народная религия имеет конкретную, осязаемую нить, связывающую с прошлым, и именно в силу этого они востребованы народом.

## Общественные моления мордвы
Общественные моления совершались за деревней, у ручья или родника, чаще на опушке леса под берёзой, вязом, дубом, липой или сосной (ель и осину мордва избегала; см. Культ деревьев). В одних озксах участвовали только мужчины, в других — женщины. Были и совместные моления. Основным моментом всех озксов являлось жертвоприношение. За день до озкса ходили в баню, надевали чистое бельё. В дни наиболее важных озксов работать считалось грехом (пеже — мокшанское, пежеть — эрзянское). Мордовские озксы не имели точной календарной даты проведения и были связаны с началом, серединой или завершением тех или иных работ. Озксы, связанные с земледелием, занимали среди прочих ведущее место. Значительная часть озксов была посвящена животноводству, пчеловодству. Праздник Рождества назывался мокш. Калядань ши, эрз. Калядань чи — от рус. Коляда. Накануне Нового года пекли орешки (пяштть — мокшанское, пештть — эрзянское), жарили поросёнка, гуся или курицу. Вечером устраивали озксы. Хозяйка, подняв над головой каравай хлеба, молила Нороваву, чтобы уродился хлеб. Взяв чашку с орешками, обращалась к Виряве с просьбой о хорошем урожае орехов. Держа в руках жареного поросёнка, просила Кудаву о приплоде скота. Молодые парни, нарядившись в вывернутые шубы и шапки, с вениками в руках ходили по домам и собирали орешки; вениками хлестали тех, кто говорил что-то неприятное. Весенне-летний цикл мордовских озксов открывался в начале апреля молением первого выгона скота (лихтема-сувафтома озкс — мокшанское, ливтема-совавтома озкс — эрзянское). В конце деревни, на выгоне, собирались все жители. Туда же пригоняли скот. Очаги в домах в этот день заливали водой. На месте моления трением сухих деревянных брусков добывали новый огонь (мокша од толонь ши, эрзя од толонь чи «день молодого огня») и разводили костёр; от него каждый хозяин брал в горшок угли и поддерживал их в горнушке целый год, до следующего озкса. Здесь же расчищали специальную яму, делали на столбах помост, покрывали его дёрном. Во время моления на середину помоста ставили горшок с новым огнём и под ним 3 раза прогоняли скот. Перед началом сева проводили моление о сохе (сока озкс — мокшанское, кереть, или сабан озкс — эрзянское). Молян в конце апреля — начале мая посвящался Нороваве, на нём приносили в жертву кур (сараз озкс — мокшанское, эрзянское). Моления о лошадях (алаша озкс — мокшанское, эрзянское) и коровах (скал озкс — мокшанское, эрзянское), проводившиеся в начале июня, должны были привлечь внимание соответствующих покровителей и обеспечить сохранность и размножение домашних животных. Одним из самых торжественных и многолюдных летних молений был общинный праздник села (велень озкс — мокшанское, эрзянское), проводившийся в конце июня в течение 3 дней. Первые 2 дня молились Нишкепазу о здоровье сельчан и урожае хлебов, в последний — о здоровье солдат, находившихся на военной службе. Завершив молитвы, не расходились до позднего вечера. Старшие пили общественное пиво, молодёжь устраивала игры. Перед сенокосом (начало июля) праздновали луговой озкс. (лайме озкс — мокшанское, эрзянское), на котором резали 2 овец и просили верховного бога помочь скосить сено, сметать его в стога, чтобы оно пошло на здоровье скоту. У мордвы был также озкс, приуроченный к началу прополки полей (пакся иможень кочкама озкс — мокшанское, пакся эмежень кочкамо озкс — эрзянское); заботам об урожае посвящался молян, на котором в жертву Нороваве приносили быка (букань озкс —мокшанское, эрзянское). Когда созревали хлеба (август), мордва обращалась к Вармаве с просьбой не погубить урожай (варма озкс — мокшанское, эрзянское). С окончанием полевых работ проводили уча (мокша), реве (эрзя) озкс. Всё село собиралось в поле. Несли с собой брагу, пироги, хлеб, соль, ложки, чашки. На общинные деньги покупали лучшую овцу, её мясо варили в больших котлах. На этом озксе благодарили Нишкепаза и других богов за хороший и вовремя собранный урожай.

## Семейные моления
Семейные моления ограничивались рамками семьи, проводились обычно хозяйкой. В четверг на пасхальной неделе совершалось моление овина (авня озкс — мокшанское). Утром в овине резали петуха, голову и кровь спускали под овин, а петуха приносили домой и варили. В обед выносили на гумно ведро пива, варёного петуха и другую еду, благодарили овин за то, что хлеб не сгорел во время сушки, просили и впредь его беречь. Выпивали и съедали принесенное и возвращались домой. Глубокой осенью проводилось моление в честь Кудавы (Кудавань озкс — эрзянское). Резали овцу, варили брагу, готовили разную пищу. Перед иконами зажигали свечу, на стол ставили полный горшок каши и другую еду. Обычно хозяйка дома обращалась к Нишкепазу с просьбой об урожае, прибавлении детей, скота. Закончив молитву, хозяйка брала понемногу от каждого кушанья, складывала на горбушке хлеба на божницу Нишкепазу, затем с 2—3 членами семьи спускалась в подпол с кушаньями. Там они раскладывали обрядовую пищу и повторяли ту же молитву, что и в избе, обращаясь к божеству дома. Поднявшись из подпола, все садились обедать. Иногда моление в подполе (сэдь алкс озкс — мокшанское, эрзянское) проводилось в качестве самостоятельного семейного обряда. В конце октября — начале ноября заканчивался выпас скота на лугах. Скот размещался на зимовку в конюшнях, хлевах, овчарнях — во дворе, покровительницей которого считалась Калдазава (Кардазава). Посередине двора ставили стол, покрытый белой скатертью, на нём расставляли разные кушанья. Произнеся молитву о сохранении и приумножении скота, оставляли куски пищи во дворе и возвращались в дом обедать. При частых заболеваниях в семье и болезни домашнего скота проводили ночное моление (вень озкс — мокшанское, эрзянское), в котором просили Кудаву выгнать болезни из дома и со двора. Чтобы задобрить божество, хозяйка пекла большой пирог, ставила на него 40 свечей, с жаром в горшке обходила с домочадцами дом и двор, прося Кудаву оградить семью и домашнюю живность от нечистой силы. В случае пожаров, эпидемий, эпизоотий, других бедствий люди собирались на чрезвычайные озксы и просили божества и главного бога отвести беду.